# Corbère-Abères
Corbère-Abères är en kommun i departementet Pyrénées-Atlantiques i regionen Nouvelle-Aquitaine i sydvästra Frankrike. Kommunen ligger i kantonen Lembeye som tillhör arrondissementet Pau. År 2022 hade Corbère-Abères 95 invånare.

## Befolkningsutveckling
Antalet invånare i kommunen Corbère-Abères
| Referens: INSEE |